# لیسا مک‌کیون
لیسا مک‌کیون (انگلیسی: Lisa McCune؛ زادهٔ ۱۹ فوریهٔ ۱۹۷۱) بازیگر اهل استرالیا است.
از فیلم‌ها یا برنامه‌های تلویزیونی که وی در آن نقش داشته است، می‌توان به ماهی کوچک و قانون مارشال اشاره کرد.
او ۴ مرتبه برندهٔ جایزه لوگی زرین شده است.